# De generatione et corruptione

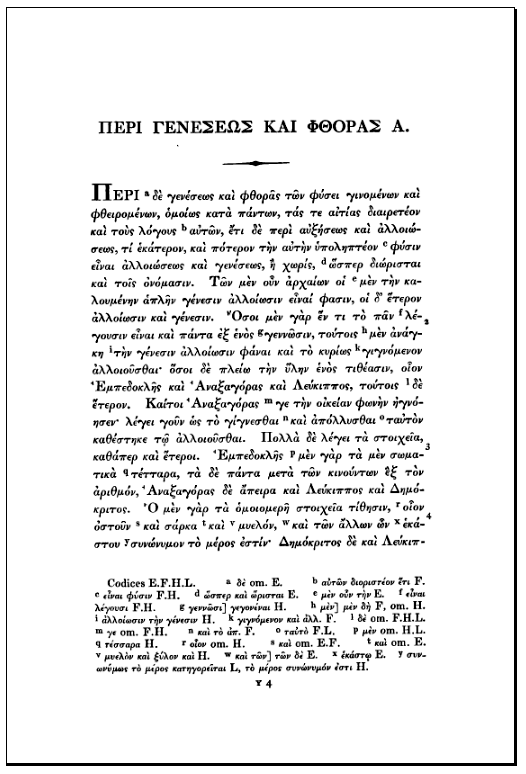
Eerste pagina van De generatione et corruptione in het Grieks

De generatione et corruptione ('Over ontstaan en vergaan') is een boek geschreven door Aristoteles in de derde eeuw voor Christus. Het boek handelt over zijn ideeën omtrent biologie, filosofie en andere wetenschappen.
De vraag die aan het begin van de tekst werd gesteld, bouwt voort op een idee uit Aristoteles' eerdere werk de Fysica. Namelijk, of dingen tot stand komen door oorzaken, door een of ander primair materiaal, of dat alles puur door 'verandering' wordt gegenereerd.
Verandering hield zich bezig met het vermogen van elementen om te veranderen op basis van gemeenschappelijke en ongewone eigenschappen.
Van dit belangrijke werk geeft Aristoteles ons twee van zijn meest herinnerde bijdragen. Ten eerste de vier oorzaken en ook de vier elementen (aarde, wind, vuur en water). Hij gebruikt deze vier elementen om een verklaring te geven voor de theorieën van andere Grieken over atomen , een idee dat Aristoteles als absurd beschouwde.
Het werk is verbonden met De caelo en Meteorologica en speelt een belangrijke voorbereidende rol bij de biologische en fysiologische teksten.
Een van de belangrijkste thema's is een onderzoek naar fysieke tegenstellingen (warm, koud, droog, vochtig) en de soorten processen en soorten composities die ze vormen in de natuur en biologie. De naar voren gebrachte theorie is bedoeld om haar positie veilig te stellen door opheldering van de betekenis van agent en patiënt, contact, proces van generatie, wijziging, vermenging, alle dingen die zijn voorgangers niet hadden begrepen. Het is dus in sommige opzichten meer vergelijkbaar met de natuurkunde , die algemener is en de algemene noties van verandering, oorzaak, materie en vorm verduidelijkt. Het is niet volledig overgegaan in een toegepast onderzoek dat wordt gevonden in de bovengenoemde wetenschappelijke teksten.